# Cleistanthus contractus
Cleistanthus contractus är en emblikaväxtart som beskrevs av Airy Shaw. Cleistanthus contractus ingår i släktet Cleistanthus och familjen emblikaväxter. Inga underarter finns listade i Catalogue of Life.